# Baeocystyna
Baeocystyna (4-PO-MT) – organiczny związek chemiczny, psychodeliczna substancja psychoaktywna, alkaloid grzybów Psilocybe spp. pochodna tryptaminy.
W naturze występuje w małych ilościach razem z psylocybiną i psylocyną. Niewiele wiadomo o farmakologicznym działaniu baeocystyny, jednak jest pewne, że dawka około 10 mg powoduje enteogeniczne efekty. W największym stężeniu występuje w grzybach Psilocybe baeocystis.